# Atresplayer
Atresplayer es un servicio streaming de vídeo bajo demanda de Atresmedia. Es posible ver los canales de televisión o marcas como Flooxer, Kidz, Novelas Nova y Vix, se pueden ver series, programas, noticias, telenovelas, deportes, series infantiles y los canales del grupo en directo.
Por otro lado, la plataforma cuenta con un servicio de distribución de contenidos de pago llamado Atresplayer Premium. Este permite la visualización en 4K, sonido Dolby Atmos·Vision, descarga de contenidos exclusivos (excepto Novelas Nova) y sin interrupciones para los suscriptores. Cuenta también en su catálogo con series de tirada mundial como Family guy o American Dad. La plataforma contaba a finales de 2024 con más de 670 000 suscriptores y cinco millones de usuarios únicos.
Para ver los contenidos completos que ofrecen los canales de Atresmedia, es necesario registrarse en la plataforma y si transcurre un mes, será necesario obtener Atresplayer Premium. Además, desde julio de 2023, tras un acuerdo entre Atresmedia y Amazon, es posible acceder al catálogo de Atresplayer y Atresplayer Premium a través de Prime Video mediante un modelo de suscripción mensual.

## Formatos originales de Atresplayer Premium

### Series

#### Series originales
| Título                                | Estreno                  | Final                    | Temporadas                 | Estado             |
| ------------------------------------- | ------------------------ | ------------------------ | -------------------------- | ------------------ |
| El nudo                               | 24 de noviembre de 2019  | 16 de febrero de 2020    | 1 temporada, 13 episodios  | Finalizada         |
| #Luimelia                             | 14 de febrero de 2020    | 12 de septiembre de 2021 | 4 temporadas, 26 episodios | Finalizada         |
| Veneno                                | 29 de marzo de 2020      | 25 de octubre de 2020    | 1 temporada, 8 episodios   | Finalizada         |
| ByAnaMilán                            | 8 de noviembre de 2020   | 24 de octubre de 2021    | 2 temporadas, 16 episodios | Finalizada         |
| #Luimelia '77                         | 22 de noviembre de 2020  | 13 de diciembre de 2020  | 1 temporada, 4 episodios   | Finalizada         |
| Física o químicaː El reencuentro      | 27 de diciembre de 2020  | 3 de enero de 2021       | 1 temporada, 2 episodios   | Finalizada         |
| Los protegidos: El regreso            | 19 de septiembre de 2021 | Presente                 | 2 temporadas, 10 episodios | Renovada hasta 3ªT |
| Cardo                                 | 7 de noviembre de 2021   | 12 de marzo de 2023      | 2 temporadas, 12 episodios | Finalizada         |
| La edad de la ira                     | 27 de febrero de 2022    | 20 de marzo de 2022      | 1 temporada, 4 episodios   | Finalizada         |
| Historias de Protegidos               | 24 de abril de 2022      | 28 de agosto de 2022     | 1 temporada, 5 episodios   | Finalizada         |
| Dos años y un día                     | 3 de julio de 2022       | 31 de julio de 2022      | 1 temporada, 6 episodios   | Finalizada         |
| Historias de UPA Next                 | 11 de septiembre de 2022 | 16 de octubre de 2022    | 1 temporada, 6 episodios   | Finalizada         |
| La novia gitana                       | 25 de septiembre de 2022 | Presente                 | 2 temporadas, 16 episodios | Renovada hasta 3ªT |
| La ruta                               | 13 de noviembre de 2022  | Presente                 | 1 temporada, 8 episodios   | Renovada hasta 2ªT |
| UPA Next                              | 25 de diciembre de 2022  | 18 de junio de 2023      | 1 temporada, 8 episodios   | Finalizada         |
| Nacho                                 | 5 de marzo de 2023       | 23 de abril de 2023      | 1 temporada, 8 episodios   | Finalizada         |
| Las noches de Tefía                   | 25 de junio de 2023      | 23 de julio de 2023      | 1 temporada, 6 episodios   | Finalizada         |
| Zorras                                | 16 de julio de 2023      | 27 de agosto de 2023     | 1 temporada, 8 episodios   | Finalizada         |
| Déjate ver                            | 24 de septiembre de 2023 | 12 de noviembre de 2023  | 1 temporada, 8 episodios   | Finalizada         |
| Camilo Superstar                      | 19 de noviembre de 2023  | 10 de diciembre de 2023  | 1 temporada, 4 episodios   | Finalizada         |
| Vestidas de azul                      | 17 de diciembre de 2023  | 28 de enero de 2024      | 1 temporada, 7 episodios   | Finalizada         |
| Un nuevo amanecer                     | 10 de marzo de 2024      | 28 de abril de 2024      | 1 temporada, 8 episodios   | Finalizada         |
| Red Flags                             | 7 de abril de 2024       | 19 de mayo de 2024       | 1 temporada, 8 episodios   | Finalizada         |
| La sombra de la tierra                | 24 de noviembre de 2024  | 15 de diciembre de 2024  | 1 temporada, 4 episodios   | Finalizada         |
| Santuario                             | 22 de diciembre de 2024  | 9 de febrero de 2025     | 1 temporada, 8 episodios   | Finalizada         |
| Física o química: La nueva generación | 16 de febrero de 2025    | Presente                 | 1 temporada, 8 episodios   | Renovada hasta 2ªT |
| Mariliendre                           | 27 de abril de 2025      | 1 de junio de 2025       | 1 temporada, 6 episodios   | Finalizada         |
| A muerte                              | 15 de junio de 2025      | Presente                 | 1 temporada, 7 episodios   | En emisión         |
| El gran salto                         | 29 de junio de 2025      | 29 de junio de 2025      | 1 temporada, 5 episodios   | Finalizada         |
| En espera de estreno                  |                          |                          |                            |                    |
| Mar afuera                            | 14 de septiembre de 2025 | Por anunciar             | 1 temporada, 8 episodios   | Pendiente estreno  |
| Piraña                                | Por anunciar             | Por anunciar             | 1 temporada, ¿? episodios  | Pendiente estreno  |
| 33 días                               | Por anunciar             | Por anunciar             | 1 temporada, 6 episodios   | Pendiente estreno  |
| Rafaela y su loco mundo               | Por anunciar             | Por anunciar             | 1 temporada, 8 episodios   | Pendiente estreno  |

#### Continuaciones de series de Antena 3
| Serie   | Original Atresplayer | Estreno                  | Final                   | Temporadas                | Estado     |
| ------- | -------------------- | ------------------------ | ----------------------- | ------------------------- | ---------- |
| Toy Boy | 2ªT                  | 26 de septiembre de 2021 | 21 de noviembre de 2021 | 1 temporadas, 8 episodios | Finalizada |

#### Series preestrenadas de Antena 3
| Título                     | Atresplayer              | Atresplayer              | Temporadas                | Antena 3                 | Antena 3                | Antena 3     | Antena 3 | Estado             |
| Título                     | Estreno                  | Final                    | Temporadas                | Estreno                  | Final                   | Espectadores | Share    | Estado             |
| -------------------------- | ------------------------ | ------------------------ | ------------------------- | ------------------------ | ----------------------- | ------------ | -------- | ------------------ |
| Toy Boy                    | 8 de septiembre de 2019  | 1 de diciembre de 2019   | 1 temporada, 13 episodios | 25 de septiembre de 2019 | 17 de diciembre de 2019 | 1 128 000    | 8,4%     | Finalizada         |
| Perdida                    | 10 de enero de 2020      | 18 de marzo de 2020      | 1 temporada, 11 episodios | 14 de enero de 2020      | 24 de marzo de 2020     | 1 125 000    | 7,6%     | Finalizada         |
| La valla                   | 19 de enero de 2020      | 12 de abril de 2020      | 1 temporada, 13 episodios | 10 de septiembre de 2020 | 3 de diciembre de 2020  | 1 272 000    | 10,3%    | Finalizada         |
| Mentiras                   | 19 de abril de 2020      | 24 de mayo de 2020       | 1 temporada, 6 episodios  | 12 de enero de 2022      | 16 de febrero de 2022   | 1 647 000    | 13,3%    | Finalizada         |
| Benidorm                   | 7 de junio de 2020       | 26 de julio de 2020      | 1 temporada, 8 episodios  | 5 de agosto de 2021      | 26 de agosto de 2021    | 675 000      | 8,5%     | Finalizada         |
| La cocinera de Castamar    | 21 de febrero de 2021    | 9 de mayo de 2021        | 1 temporada, 12 episodios | 8 de abril de 2021       | 24 de junio de 2021     | 1 572 000    | 11,8%    | Finalizada         |
| Alba                       | 28 de marzo de 2021      | 20 de junio de 2021      | 1 temporada, 13 episodios | 9 de marzo de 2022       | 1 de junio de 2022      | 1 638 000    | 13,6%    | Finalizada         |
| Los hombres de Paco        | 10 de mayo de 2021       | 5 de septiembre de 2021  | 1 temporada, 16 episodios | 10 de mayo de 2021       | 9 de diciembre de 2021  | 741 000      | 8,3%     | Finalizada         |
| Señor, dame paciencia      | 2 de enero de 2022       | 20 de febrero de 2022    | 1 temporada, 8 episodios  | 14 de diciembre de 2024  | 28 de diciembre de 2024 | 864 000      | 9,2%     | Finalizada         |
| Heridas                    | 17 de abril de 2022      | 10 de julio de 2022      | 1 temporada, 13 episodios | 13 de abril de 2023      | 6 de julio de 2023      | 1 124 000    | 10,4%    | Finalizada         |
| Cristo y Rey               | 15 de enero de 2023      | 26 de febrero de 2023    | 1 temporada, 8 episodios  | 8 de noviembre de 2023   | 21 de diciembre de 2023 | 1 145 000    | 11,4%    | Finalizada         |
| Honor                      | 30 de julio de 2023      | 17 de septiembre de 2023 | 1 temporada, 8 episodios  | 9 de enero de 2025       | 27 de febrero de 2025   | 704 000      | 7,9%     | Finalizada         |
| Entre tierras              | 10 de septiembre de 2023 | Presente                 | 1 temporada, 10 episodios | 11 de enero de 2024      | Presente                | 1 296 000    | 12,4%    | Renovada hasta 2ªT |
| Una vida menos en Canarias | 28 de enero de 2024      | 25 de febrero de 2024    | 1 temporada, 5 episodios  | 4 de abril de 2024       | 2 de mayo de 2024       | 939 000      | 9,3%     | Finalizada         |
| La pasión turca            | 24 de marzo de 2024      | 28 de abril de 2024      | 1 temporada, 6 episodios  | 9 de mayo de 2024        | 13 de junio de 2024     | 747 000      | 7,8%     | Finalizada         |
| Beguinas                   | 28 de abril de 2024      | 30 de junio de 2024      | 1 temporada, 10 episodios | 17 de octubre de 2024    | 19 de diciembre de 2024 | 507 000      | 6,3%     | Finalizada         |
| Eva & Nicole               | 2 de junio de 2024       | 21 de julio de 2024      | 1 temporada, 8 episodios  | 8 de mayo de 2025        | 26 de junio de 2025     | 857 000      | 9,4%     | Finalizada         |
| Ángela                     | 14 de julio de 2024      | 18 de agosto de 2024     | 1 temporada, 6 episodios  | 6 de marzo de 2025       | 10 de abril de 2025     | 897 000      | 9,5%     | Finalizada         |
| ¿A qué estás esperando?    | 20 de octubre de 2024    | 8 de diciembre de 2024   | 1 temporada, 8 episodios  | N/A                      | N/A                     | N/A          | N/A      | Finalizada         |
| Perdiendo el juicio        | 23 de marzo de 2025      | 25 de mayo de 2025       | 1 temporada, 10 episodios | N/A                      | N/A                     | N/A          | N/A      | Finalizada         |
| La encrucijada             | 25 de junio de 2025      | Presente                 | 1 temporada, 60 episodios | 2 de julio de 2025       | Presente                | N/A          | N/A      | En emisión         |
| En espera de estreno       |                          |                          |                           |                          |                         |              |          |                    |
| Las hijas de la criada     | Por anunciar             | Por anunciar             | 1 temporada, 8 episodios  | N/A                      | N/A                     | N/A          | N/A      | Pendiente Estreno  |

#### Series preestrenadas de laSexta
| Título | Atresplayer         | Atresplayer         | Temporadas                | laSexta               | laSexta                 | laSexta      | laSexta | Estado     |
| Título | Estreno             | Final               | Temporadas                | Estreno               | Final                   | Espectadores | Share   | Estado     |
| ------ | ------------------- | ------------------- | ------------------------- | --------------------- | ----------------------- | ------------ | ------- | ---------- |
| Deudas | 24 de enero de 2021 | 18 de abril de 2021 | 1 temporada, 13 episodios | 26 de octubre de 2023 | 14 de diciembre de 2023 | 331 000      | 3,7%    | Finalizada |

#### Series preestrenadas de Flooxer
| Título                           | Estreno                 | Final                   | Temporadas                | Estado     |
| -------------------------------- | ----------------------- | ----------------------- | ------------------------- | ---------- |
| Campamento Albanta               | 26 de julio de 2020     | 9 de agosto de 2020     | 1 temporada, 6 episodios  | Finalizada |
| Gente hablando                   | 18 de diciembre de 2018 | 2 de febrero de 2020    | 2 temporada, 12 episodios | Finalizada |
| La reina del pueblo              | 27 de junio de 2021     | 27 de junio de 2021     | 1 temporada, 6 episodios  | Finalizada |
| Crímenes online                  | 4 de septiembre de 2022 | 2 de octubre de 2022    | 1 temporada, 6 episodios  | Fianlizada |
| ¡Martita!                        | 7 de septiembre de 2023 | 7 de septiembre de 2023 | 1 temporada, 6 episodios  | Finalizada |
| Casafantasmas                    | 23 de octubre de 2023   | Presente                | 1 temporada, 6 episodios  | Finalizada |
| Sexo, famosos y muñecos de trapo | 11 de febrero de 2024   | Presente                | 1 temporada, 10 episodios | En emisión |

#### Series adquiridas
| Título                    | Estreno               | Final                  | Temporadas                | Canal original | Estado     |
| ------------------------- | --------------------- | ---------------------- | ------------------------- | -------------- | ---------- |
| Cuatro bodas y un funeral | 6 de octubre de 2019  | 8 de diciembre de 2019 | 1 temporada, 10 episodios | Hulu           | Finalizada |
| Creepshow                 | 25 de octubre de 2020 | 28 de octubre de 2021  | 2 temporada, 36 episodios | Shudder        | Finalizada |

### Documentales

#### Series documentales
| Título                         | Estreno                 | Final                   | Temporadas                 | Estado            |
| ------------------------------ | ----------------------- | ----------------------- | -------------------------- | ----------------- |
| Pongamos que hablo de...       | 24 de mayo de 2020      | 5 de febrero de 2023    | 9 temporadas, 27 episodios | Finalizada        |
| Pajares&CIA                    | 23 de enero de 2022     | 20 de febrero de 2022   | 1 temporada, 5 episodios   | Finalizada        |
| Los Borbones: Una familia real | 31 de mayo de 2022      | 26 de junio de 2022     | 1 temporada, 6 episodios   | Finalizada        |
| No se lo digas a nadie         | 28 de mayo de 2023      | 18 de junio de 2023     | 1 temporada, 5 episodios   | Finalizada        |
| El enigma de Nadiuska          | 29 de octubre de 2023   | 12 de noviembre de 2023 | 1 temporada, 3 episodios   | Finalizada        |
| Tino Casal                     | 24 de diciembre de 2023 | 24 de diciembre de 2023 | 1 temporada, 3 episodios   | Finalizada        |
| En espera de estreno           |                         |                         |                            |                   |
| Érase una vez en Marbella      | Por anunciar            | Por anunciar            | 1 temporada, 4 episodios   | Pendiente Estreno |

#### Películas documentales
| Título                            | Estreno                 |
| --------------------------------- | ----------------------- |
| Mr. Trump, disculpe las molestias | 3 de noviembre de 2019  |
| El instante decisivo              | 18 de octubre de 2020   |
| Ellas                             | 1 de noviembre de 2020  |
| Mas de Veneno, el documental      | 13 de diciembre de 2020 |

#### Documentales adquiridos
| Título                   | Estreno                  | Final                    | Temporadas | Estado     |
| ------------------------ | ------------------------ | ------------------------ | ---------- | ---------- |
| En la piel de James Bond | 26 de septiembre de 2021 | 26 de septiembre de 2021 | Especial   | Finalizado |

### Programas
| Título                                  | Estreno                 | Final                   | Temporadas                 | Presentador/a                    | Estado             |
| --------------------------------------- | ----------------------- | ----------------------- | -------------------------- | -------------------------------- | ------------------ |
| Paca la Piraña, ¿dígame?                | 31 de mayo de 2020      | 26 de diciembre de 2020 | 2 temporadas, 14 episodios | Paca la Piraña                   | Finalizado         |
| Let's Foq: El Reencuentro               | 20 de diciembre de 2020 | 10 de enero de 2021     | 1 temporada, 2 programas   | Jonathan Ruiz                    | Finalizado         |
| Paca te lleva al huerto                 | 14 de febrero de 2021   | 18 de abril de 2021     | 1 temporada, 10 programas  | Paca la Piraña                   | Finalizado         |
| Love Island España: Lo que no has visto | 16 de abril de 2021     | 1 de julio de 2022      | 2 temporada, 12 programas  | Cristina Pedroche                | Finalizado         |
| Drag Race España                        | 30 de mayo de 2021      | Presente                | 3 temporadas, 31 programas | Supremme de Luxe                 | Renovada hasta 5ªT |
| Los amigos de Edu                       | 28 de noviembre de 2021 | 19 de diciembre de 2021 | 1 temporada, 4 episodios   | Edu Aguirre                      | Finalizado         |
| Reinas al rescate                       | 10 de julio de 2022     | 23 de octubre de 2022   | 1 temporada, 4 programas   | Supremme de Luxe                 | Finalizado         |
| Usted está aquí                         | 24 de julio de 2022     | 21 de agosto de 2022    | 1 temporada, 6 programas   | El Gran Wyoming / David Trueba   | Finalizado         |
| Drag Race España: All Stars             | 4 de febrero de 2024    | 10 de marzo de 2024     | 1 temporada, 6 programas   | Supremme de Luxe                 | Finalizado         |
| En espera de estreno                    |                         |                         |                            |                                  |                    |
| Si lo dice mi madre                     | Por anunciar            | Por anunciar            | 1 temporada, ¿? programas  | Carlos Peguer y Mariang Maturana | Pendiente Estreno  |

### Especiales
| Serie                           | Estreno                 |
| ------------------------------- | ----------------------- |
| Una Navidad con Samantha Hudson | 19 de diciembre de 2021 |
| El gran hotel de las reinas     | 26 de diciembre de 2021 |
| El gran hotel de las reinas 2   | 8 de enero de 2023      |

## Funcionamiento en dispositivos
Atresplayer actualmente funciona en computadoras, teléfonos inteligentes, tabletas electrónicas, navegadores y en determinadas marcas de televisores (Smart TVs). Su aplicativo es compatible con los sistemas operativos: dispositivos móviles como Android, iOS (incluido iPad OS). También es compatible con los navegadores como Google Chrome, Mozilla Firefox, Internet Explorer, Microsoft Edge, Safari y Opera. Además está disponible en computadores con Windows y macOS. Smart TVs fabricados por Samsung, Sony, LG. También está disponible para reproductores multimedia como Apple TV, Roku, Chromecast, webOS, Tizen OS, Amazon Fire TV y Android TV tanto en televisores como en reproductores externos como Xiaomi Mi Box S o NVIDIA Shield TV, entre otros.